# Paridera

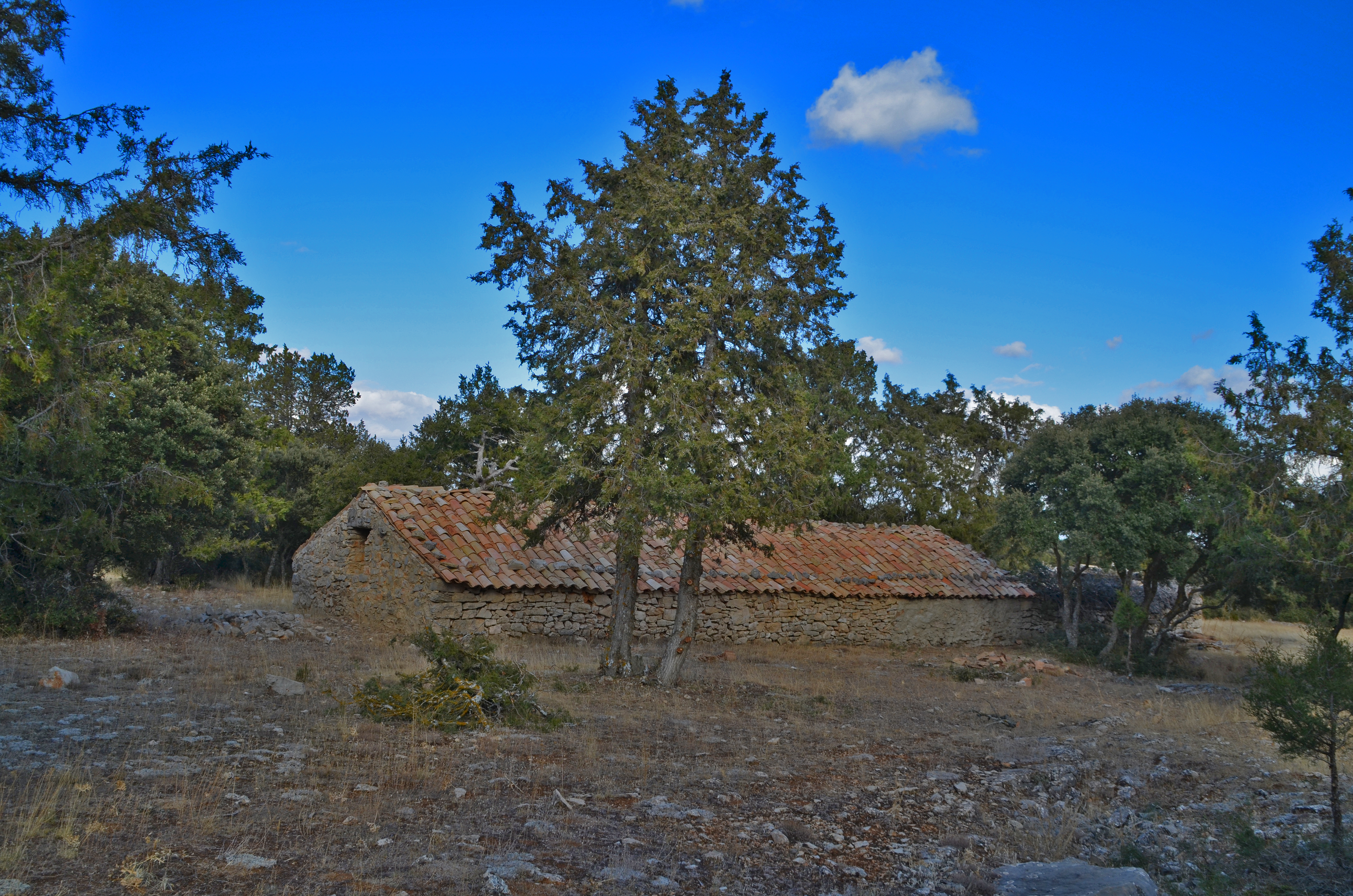
Una paridera de la provincia de Soria.

Una paridera es un tipo de construcción destinada a la guarda del ganado lanar y caprino. En su estructura y aspecto coinciden con otros modelos de arquitectura rural ganadera tradicional del interior peninsular de España, como el chozón sabinero, las tinadas, las tenadas, las tainas, las bordas y otros tipos de corrales. El término también hace referencia al periodo ininterrumpido de tiempo comprendido entre el momento del primer parto de un lote de hembras gestantes y el parto de la última hembra

## Refugio para ganado lanar

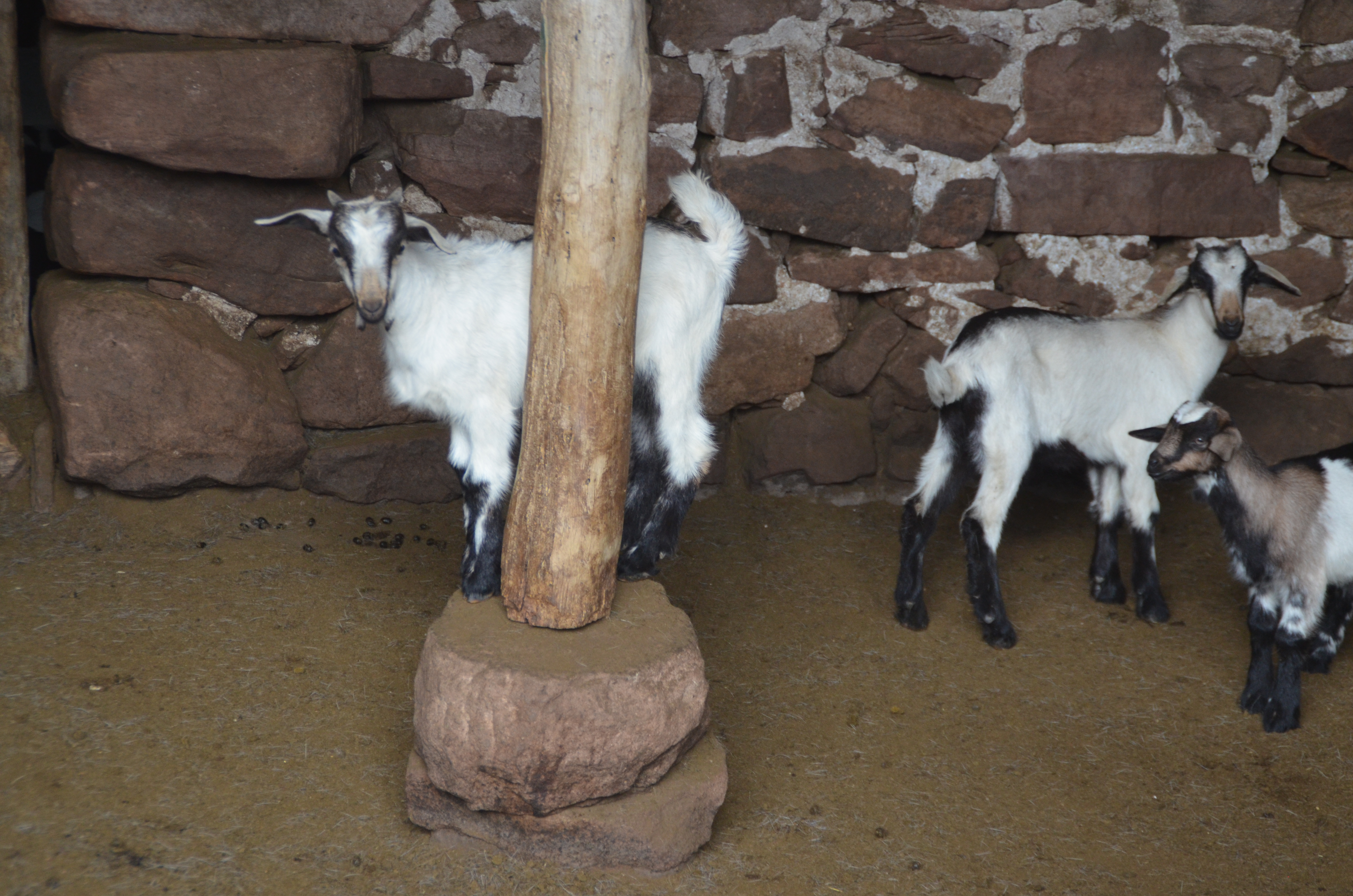
El interior de las parideras se ventila fácilmente y proporciona un refugio con un ambiente saludable al ganado

La paridera es una construcción tradicional presente en el sureste de la provincia de Soria y noreste de la de Guadalajara entre las tierras de Atienza y Sigüenza y el Señorío de Molina de Aragón. Su uso está destinado a la guarda del ganado lanar y cabrío, tanto para protegerlo de animales salvajes como para guardarlo en aquellos momentos en que no es llevado a pastar. Están construidas generalmente con muros de piedra, tejado a dos aguas y techumbre de vigas de sabina , pino y a veces chopo.
La teja en las parideras se encama sobre un fondo de paja que tiene la doble finalidad de asentarla para que no se mueva y de aislar térmicamente el interior del edificio. La paja antiguamente procedía de la trilla ya que debía estar muy desmenuzada para evitar que las tejas resbalasen y para ello se utilizaba una base de teguillos o ramos de sabina dispuestas sobre las vigas del edificio para sustentar la paja sobre la que se asentarían posteriormente las tejas. Las parideras constan la mayoría de las veces de un corral que antecede a la entrada principal, denominado alar, que puede estar dotado de un tinado o cobertizo, así como de un cerrado exterior que se comunica con el corral por un argollón, abertura que permite el paso de los corderos. En el interior tienen además un espacio cerrado, denominado 'pajera', destinado a almacenar paja y grano evitando que los animales lo consuman, o denominado «brosquil» si su función es que sirva para apartar a las ovejas paridas con sus corderos, a los recentales con diarreas o a los animales enfermos.

## Elementos de que consta una paridera
- Alar: patio delantero que precede al aprisco, constituido por una pared de piedra de planta rectangular o circular que permite que el ganado entre y salga de la paridera sin acceder al pasto.[3]
- Brencada o brencá: conjunto formado por el dintel y el vano, compuesto de una viga triple transversal y piedras trabadas. Estas piedras reciben una talla mínima para adoptar la forma de sillar, reforzando las esquinas, donde el edificio recibe las mayores fuerzas.
- Cuchillo: pared opuesta a la puerta principal, dotada de un pequeño ventanillo para ventilación, a fin de secar el excremento acumulado en el suelo por los animales.
- Ventanillo: vano cuadrangular de unos 50 cm de lado, ubicado en el cuchillo.
- Ventanucos: aberturas en los muros longitudinales, con anchura no superior a 15 cm, destinados a la ventilación. Sus medidas permitían taponarlos con piedras en la estación fría.
- Muros: de piedra seca, con ripio intermedio para mejor sujeción, con grosor variable entre 60 cm y 1 metro. Dependiendo del área geográfica, están realizados en pizarra, roca caliza o arenisca.
- Majada: así se denomina al paraje en que se ubica la paridera.
- Puerta: realizada con tablones bastos de roble o sabina, unidos a dos travesaños transversales y dos verticales que componen la estructura.
- Costillas: travesaños transversales y verticales de la puerta
- Argollón: hueco practicado en el corral exterior para el paso de los corderos al cercado. De reducido tamaño para impedir el paso de ejemplares adultos.
- Corral: espacio cerrado frente a la puerta principal, destinado a los corderos, dotado de un tinado.
- Tinado: cobertizo bajo el cual se situaba el grano y la paja para alimentar a los corderos.
- Hilada: línea de piedras hincada en el suelo para evitar la salida del estiércol fuera del recinto de la paridera.
- Pajera: espacio interior de reducido tamaño, cerrado por un muro de altura no superior a 1,20 m, dotado de puerta y destinado al almacenaje de grano y paja para alimentar a los animales.
- Cuartones: vigas menores que sostienen las tejas.
- Tejado: de teja árabe, a dos aguas.
- Támaras: urdimbre hecha a base de pequeñas ramas de roble, encina o sabina, cubre la estructura de madera, recibe encima un lecho de paja y está destinada a sostener las tejas.
- Pilares: troncos desbastados, habitualmente de chopo, que sostienen la estructura del tejado, actuando como pilares y columnas. Tienen una basa de piedra destinada a evitar que el estiércol entre en contacto con la madera y la pudra.
- Lastre de las tejas: tanto en la cumbrera como en los extremos del tejado se colocan piedras para evitar que el viento las desplace.

## Antecedentes históricos
La referencia más antigua a una paridera data de un documento de donación del siglo XI. En él, el rey de Castilla Alfonso VI cede al obispo de Sigüenza y a sus descendientes la aldea de Saviñán (hoy La Torresaviñán), haciendo referencia a una paridera, que en el documento original, escrito en latín, denomina “ovetarium”, y que sitúa en La Serna del Obispo, en La Torresaviñán.
Sin embargo, es probable que fueran los romanos quienes introdujeron esta construcción en nuestra península, puesto que ordenaron también las explotaciones ganaderas y agrícolas. La techumbre de tejas de arcilla a dos aguas, la estructura interior y la planta rectangular son propias de la arquitectura hispanorromana. Los pueblos prerromanos, por el contrario, construían casas de planta circular y la techumbre era de enramado, sin teja. Cabe suponer que los hispanorromanos del período visigodo primero, y los hispanoárabes más tarde, siguieran usando la paridera romana, cediendo su tradición constructiva a los reinos cristianos a través del espacio de convivencia que fue la "extremadura" del siglo XII, entendiendo como tal todas las tierras que quedaban al sur del río Duero.

## Utilidad de las parideras

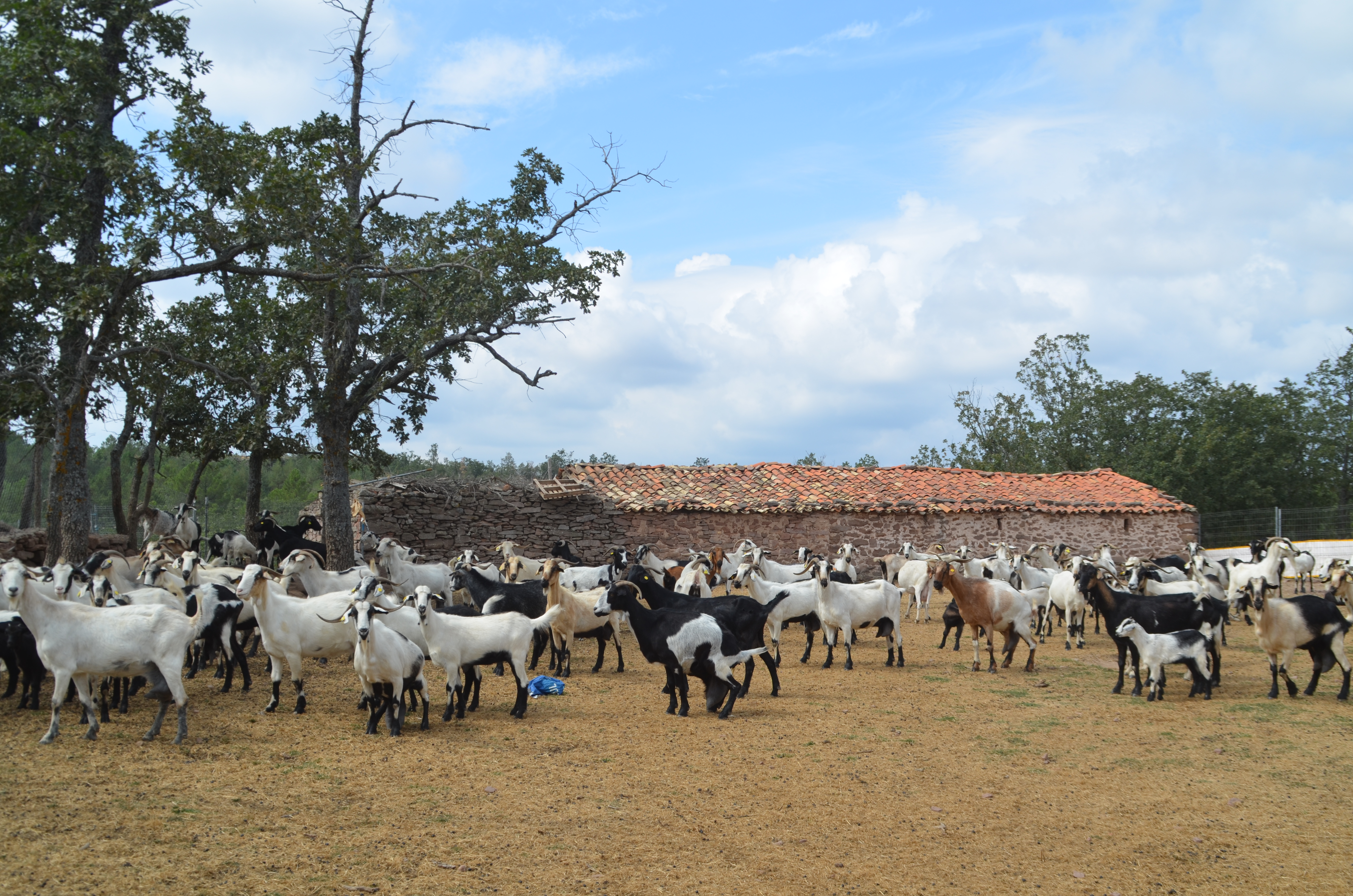
Todavía quedan parideras que se destinan a la guarda de ganado caprino y ovino, Señorío de Molina.

Ubicada en un entorno natural más salvaje que el actual, la paridera permitió al hombre explotar la ganadería en el medio rural sin sufrir la rapiña de animales salvajes como osos, lobos y zorros. Asimismo permitía dejar sin vigilancia al ganado cuando paría, y dado que el olor de la placenta atraía a los depredadores, el uso de la paridera era fundamental. De igual modo, el período entre el brote de los cereales -alrededor de enero- hasta su siega -entre julio y agosto- obligaba a tener a los animales controlados cuando no estaban pastando, para que no devastaran los sembrados. Además, las razas de ovejas naturales de la península ibérica, más débiles y pequeñas que las actuales, soportaban mal el calor del verano, siendo guardadas durante el día y llevándolas a pastar de noche. La paridera acumulaba, además, el estiércol de los animales, siendo el abono empleado por los agricultores para fertilizar sus campos.

## Las parideras a principios delsigloXXI

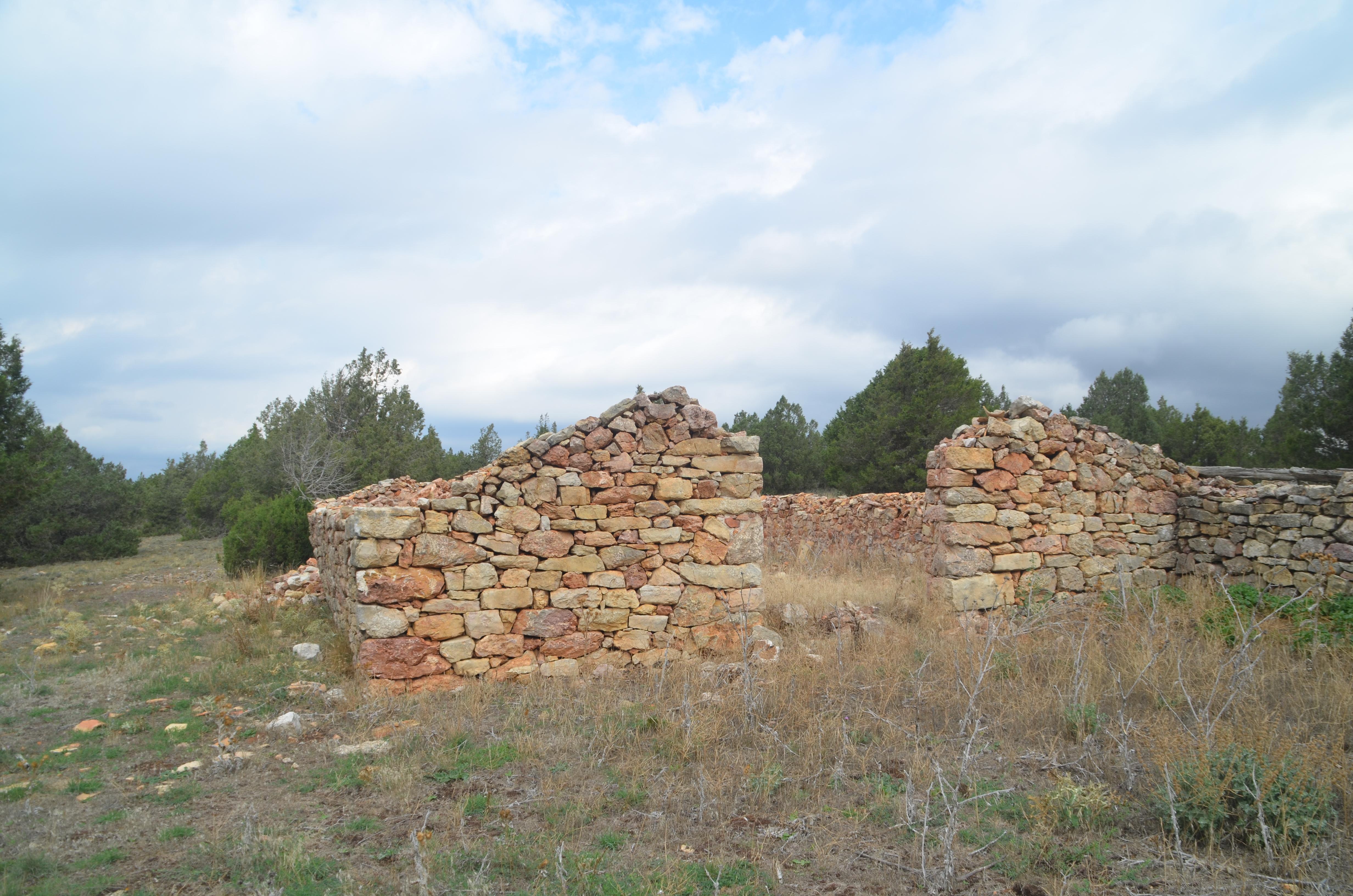
Ejemplo de una paridera abandonada y destruida (provincia de Soria).

Las regulaciones higiénicas para la cría de ganado y la aparición de modernas naves prefabricadas han quitado a las parideras su utilidad práctica. Por ello, la mayoría están desapareciendo debido a que sus dueños no realizan el retejado. Las tejas árabes de la techumbre, por su condición artesanal, suelen quebrarse con las heladas, produciendo goteras, que a la larga pudren las vigas del tejado hasta provocar su hundimiento. Las que se conservan pueden aun visitarse en pueblos de las serranías del norte de la provincia de Guadalajara, en el sur de Aragón y en el sur de Soria próximo a Medinaceli.